# Тур де Франс 2014
Тур де Франс 2014 (фр. Tour de France 2014) — 101-я веломногодневка Тур де Франс. Гонка стартовала 5 июля в английском Лидсе и финишировала 27 июля традиционным этапом на Елисейских Полях в Париже.

## Участники
В гонке принимали участие 18 команд UCI ProTeams и 4 профессиональные континентальные команды, получившие уайлд-кард от организатора Amaury Sport Organisation.
| Ag2r–La Mondiale Astana Pro Team Belkin Pro Cycling BMC Racing Team Bretagne-Séché Environnement† Cannondale |  | Cofidis, Solutions Crédits† FDJ.fr Garmin-Sharp IAM Cycling† Lampre-Merida Lotto-Belisol |  | Movistar Team Omega Pharma-Quick Step Orica GreenEDGE Team Europcar Team Giant-Shimano Team Katusha |  | Team NetApp-Endura† Team Sky Tinkoff-Saxo Trek Factory Racing |

## Маршрут
Маршрут гонки был представлен 23 октября 2013 года в Париже. Гонка стартовала в Лидсе, последующие два этапа также прошли по территории Англии, после чего гонка продолжилась на материк.
Пятый этап взял старт в бельгийском Ипре и был посвящён столетней годовщине начала Первой мировой войны. Кроме этого, на этом этапе предусмотрели частичное прохождения маршрута однодневки Париж — Рубе с преодолением 9 секторов брусчатки, общая протяженность которых составила 15,4 км.
В дальнейшем гонка проходила по часовой стрелке с севера на юг. Первоначально гонщики посетили Альпы, а потом Пиренеи. Помимо Англии и Бельгии Тур посетил Испанию, по территории которой частично прошли пиренейские этапы. Всего состоялось шесть горных этапов, на пяти из которых гонщики финишировали в подъём. Окончательную расстановку в генеральной классификации определила единственная индивидуальная разделка на 54 км между городами Бержерак и Перигё на предпоследнем этапе.
Маршрут гонки состоял из традиционных 21 этапа общей протяжённостью 3656 км (по 174,1 км на этап в среднем) и содержал:
- 9 равнинных этапов
- 5 холмистых этапов
- 6 горных этапов
- 1 индивидуальную разделку
- 2 дня отдыха

Впервые велогонку приняли 9 городов: британские Лидс, Харрогейт, Йорк, Шеффилд и Кембридж, бельгийский Ипр и французские Ойонна, Ризуль и Мобурге.
| Этап | Дата    | Маршрут                           | Длина, км   | Тип         | Тип                      | Победитель                 |             |
| ---- | ------- | --------------------------------- | ----------- | ----------- | ------------------------ | -------------------------- | ----------- |
| 1    | 5 июля  | Лидс — Харрогейт                  | 190,5       |             | Равнинный                | Марсель Киттель (GER)      |             |
| 2    | 6 июля  | Йорк — Шеффилд                    | 201         |             | Холмистый                | Винченцо Нибали (ITA)      |             |
| 3    | 7 июля  | Кембридж — Лондон                 | 155         |             | Равнинный                | Марсель Киттель (GER)      |             |
| 4    | 8 июля  | Ле-Туке-Пари-Плаж — Вильнёв-д’Аск | 163,5       |             | Холмистый                | Марсель Киттель (GER)      |             |
| 5    | 9 июля  | Ипр — Аренберг                    | 155,5       |             | Равнинный (с брусчаткой) | Ларс Боом (NED)            |             |
| 6    | 10 июля | Аррас — Реймс                     | 194         |             | Равнинный                | Андре Грайпель (GER)       |             |
| 7    | 11 июля | Эперне — Нанси                    | 234,5       |             | Равнинный                | Маттео Трентин (ITA)       |             |
| 8    | 12 июля | Томблен — Жерарме                 | 161         |             | Холмистый                | Блель Кадри (FRA)          |             |
| 9    | 13 июля | Жерарме — Мюлуз                   | 170         |             | Холмистый                | Тони Мартин (GER)          |             |
| 10   | 14 июля | Мюлуз — Планш-де-Бель-Фий         | 161,5       |             | Горный                   | Винченцо Нибали (ITA)      |             |
|      | 15 июля | День отдыха                       | День отдыха | День отдыха | День отдыха              | День отдыха                | День отдыха |
| 11   | 16 июля | Безансон — Ойонна                 | 187,5       |             | Холмистый                | Тони Галлопен (FRA)        |             |
| 12   | 17 июля | Бурк-ан-Брес — Сент-Этьен         | 185,5       |             | Равнинный                | Александер Кристофф (NOR)  |             |
| 13   | 18 июля | Сент-Этьен — Шанрус               | 197,5       |             | Горный                   | Винченцо Нибали (ITA)      |             |
| 14   | 19 июля | Гренобль — Ризуль                 | 177         |             | Горный                   | Рафал Майка (POL)          |             |
| 15   | 20 июля | Таллар — Ним                      | 222         |             | Равнинный                | Александер Кристофф (NOR)  |             |
|      | 21 июля | День отдыха                       | День отдыха | День отдыха | День отдыха              | День отдыха                | День отдыха |
| 16   | 22 июля | Каркасон — Баньер-де-Люшон        | 237,5       |             | Горный                   | Майкл Роджерс (AUS)        |             |
| 17   | 23 июля | Сен-Годенс — Сен-Лари-Судан       | 124,5       |             | Горный                   | Рафал Майка (POL)          |             |
| 18   | 24 июля | По — Отакам                       | 145,5       |             | Горный                   | Винченцо Нибали (ITA)      |             |
| 19   | 25 июля | Мобурге — Бержерак                | 208,5       |             | Равнинный                | Рамунас Навардаускас (LTU) |             |
| 20   | 26 июля | Бержерак — Перигё                 | 54          |             | Гонка на время           | Тони Мартин (GER)          |             |
| 21   | 27 июля | Эври — Париж, Елисейские Поля     | 137,5       |             | Равнинный                | Марсель Киттель (GER)      |             |

## Обзор гонки

### 1-й этап
Главным событием первого этапа стало падение Марка Кэвендиша. Гонщик, один из главных претендентов на победу в очковой классификации, сломал ключицу и прекратил борьбу. Победу же на этапе одержал спринтер из Team Giant-Shimano Марсель Киттель, взяв одновременно жёлтую, зелёную и белую майки. Гороховую майку и красный номер получил немецкий суперветеран Йенс Фойт.

### 2-й этап
Этап содержал много подъёмов третьей и четвёртой категории и главный перевал второй категории. Решающую атаку предпринял Винченцо Нибали, перехватив жёлтую майку. Экс-лидер генеральной классификации Киттель потерял более 11 минут. Хоаким Родригес после падения потерял почти 15минут и попрощался с надеждами на подиум.

### 3-й этап
Чисто спринтерский этап с финишем в Лондоне Марсель Киттель выиграл с большим преимуществом. Все майки сохранили своих хозяев.

### 4-й этап
«Тур» впервые стартовал во Франции. Киттелю тяжело досталась победа на финише в Лилле, наибольшие шансы на успех имел спринтер «Катюши» Александр Кристофф, но слишком рано вышел на первую позицию. На первых километрах упал фаворит гонки Крис Фрум.

### 5-й этап
Этап многие назвали «мини-Париж — Рубе» за то, что повторяет многие участки знаменитой классической однодневки, с отличием в том, что гонка шла из Рубе в сторону Парижа. Из-за дождя убрали 2 элемента с брусчаткой, но от огромного количества завалов это не спасло. Крис Фрум дважды упал ещё до сложных участков и снялся с гонки. На брусчатке образовалось несколько групп: отрыв, группа Нибали, группа Талански и группа Контадора, в которой было большинство генеральщиков. Претенденты на победу на этапе Саган и Канчеллара были в лидирующей группе Нибали, которая догнала отрыв, но не совладали с Ларсом Боомом и гонщиками «Астаны» Нибали и Фульсангом. В итоге Боом оторвался от пары велосипедистов из казахстанской команды и выиграл этап, Нибали упрочил своё лидерство в общем зачете.

### 6-й этап
После тяжелейшего пятого этапа снялся только Фрум, но на этапе под спринтеров был завал, после которого сошли трое: Егор Силин из «Катюши», Хавье Сандио из Team Sky. Потерял своего основного горного грегари Хесуса Эрнандеса Альберто Контадор. Первую победу на «Туре» одержал немецкий спринтер Андре Грайпель. Другой немец, Марсель Киттель, не участвовал в финишных разборках. Уже после шести этапов стабильный Петер Саган, не выигравший ни одного этапа, имеет огромный запас в очковой номинации.

### 7-й этап
Потеряв своего лучшего спринтера Марка Кэвендиша ещё на первом этапе, Omega Pharma-Quick Step сохранила несколько высококлассных спринтеров. Если Марку Реншоу не удавалось выиграть, то на седьмом этапе отметился Маттео Трентин, обойдя на миллиметры Петера Сагана, который уже на первой неделе фактически решил все вопросы о зелёной майке. Юрген ван ден Брук и Фабиан Канчеллара потеряли время на этом этапе и выбыли из десятки лучших.

### 8-й этап
На этапе состоялась первая французская победа на Туре от Блеля Кадри, а также горная дуэль между Контадором и Нибали, в которой 3 секунды отыграл испанец.

### 9-й этап
«Астана» начала тактические игры, решила временно расстаться с жёлтой майкой, отпустив в отрыв Тони Галлопена. Возможно, казахстанская команда позволила французу выйти в жёлтой майке на этапе в день взятия Бастилии. Последним французом в жёлтой майке был Томас Фёклер. Другой Тони, Мартин, выиграл этап.

### 10-й этап
После тяжелого падения сошёл Альберто Контадор. В отрыве дня долго время работал на первой позиции победитель прошлого этапа Тони Мартин, пытаясь привезти Михала Квятковского к жёлтой майке. Мартин был признан второй день самым агрессивным гонщиком. Но отрыв был нейтрализирован силами «Астаны», Нибали проатаковал и выиграл этап, вернув жёлтую майку. Француз Галлопен потерял лидерство, но в десятке 4 француза: Барде, Пино, Галлопен и Перо.

### 11-й этап
Неожиданную победу одержал экс-обладатель жёлтой майки Тони Галлопен, оторвавшись на спуске с последнего подъёма.

### 12-й этап
Первую победу на Туре одержал спринтер «Катюши» Александр Кристофф.

### 13-й этап
Очередную победу одержал Нибали, сравнявшись с спринтером Киттелем по числу побед. Нибали перехватил гороховую майку у Родригеса. Порт потерял около 10 минут и выбыл из десятки.

### 14-й этап
Рафал Майка стал всего лишь вторым поляком, выигравшим этап Тура. Майка и Родригес делят гороховую майку, Нибали ещё больше оторвался от преследователей в общем зачете.

### 15-й этап
Вторую победу одержал норвежец Александр Кристофф.

### 16-й этап
Из отрыва выиграл трехкратный чемпион мира в разделке Майкл Роджерс. Сразу два молодых гонщика перехватили призовые майки: Тибо Пино — белую майку, а Рафал Майка — гороховую.

### 17-й этап
Второй горный этап взял поляк Рафал Майка, сделав большой запас в гороховой номинации.

### 18-й этап
Очередную победу одержал лидер общего зачета Винченцо Нибали. Теперь отставание до второго места составляет более семи минут. Борьбу за второе и третье места поведут Пино, Перо и Вальверде, между ними перед разделкой всего 15 секунд. Рафал Майка, заняв третье место на вершине Отакам, выиграл горную номинацию.

### 19-й этап
Впервые победу на этапах «Тур де Франс» отпраздновал литовец. Рамунас Навардаускас оторвался на 7 секунд от преследователей. Атака была начата Слагтером, получившим красный номер. Также за 2,7 км до финиша произошёл завал, который помог Рамунасу одержать победу на этапе.

### 20-й этап
Второго успеха на этом Туре добился Тони Мартин, победив в коронной разделке. Вальверде не смог выбить французов из тройки, Пино и Барде поменялись местами в генерале. Француз впервые на подиуме с 1997 года (Виранк), а два француза — с 1984 года (Ино и Финьон).

### 21-й этап
За 40 км до финиша на брусчатке упал и спровоцировал завал Жан-Кристоф Перо, однако смог продолжить гонку и финишировать на подиуме. Четвёртую победу на Туре в спринтерской развязке одержал Марсель Киттель, опередивший других победителей этапов: Кристоффа, Навардаускаса и Грайпеля. Нибали сохранил жёлтую майку победителя Тура.

## Лидеры классификаций
| Этап  | Победитель           | Генеральная классификация | Очковая классификация | Горная классификация | Лучший молодой гонщик | Командная классификация | Самый агрессивный гонщик |
| ----- | -------------------- | ------------------------- | --------------------- | -------------------- | --------------------- | ----------------------- | ------------------------ |
| 1     | Марсель Киттель      | Марсель Киттель           | Марсель Киттель       | Йенс Фойт            | Петер Саган           | Team Sky                | Йенс Фойт                |
| 2     | Винченцо Нибали      | Винченцо Нибали           | Петер Саган           | Сирил Лемуан         | Петер Саган           | Team Sky                | Блель Кадри              |
| 3     | Марсель Киттель      | Винченцо Нибали           | Петер Саган           | Сирил Лемуан         | Петер Саган           | Team Sky                | Ян Барта                 |
| 4     | Марсель Киттель      | Винченцо Нибали           | Петер Саган           | Сирил Лемуан         | Петер Саган           | Team Sky                | Томас Фёклер             |
| 5     | Ларс Боом            | Винченцо Нибали           | Петер Саган           | Сирил Лемуан         | Петер Саган           | Pro Team Astana         | Луиве Вестра             |
| 6     | Андре Грайпель       | Винченцо Нибали           | Петер Саган           | Сирил Лемуан         | Петер Саган           | Pro Team Astana         | Луис Анхель Мате         |
| 7     | Маттео Трентин       | Винченцо Нибали           | Петер Саган           | Сирил Лемуан         | Петер Саган           | Pro Team Astana         | Мартин Эльмингер         |
| 8     | Блель Кадри          | Винченцо Нибали           | Петер Саган           | Блель Кадри          | Михал Квятковски      | Pro Team Astana         | Блель Кадри              |
| 9     | Тони Мартин          | Тони Галлопен             | Петер Саган           | Тони Мартин          | Михал Квятковски      | Pro Team Astana         | Тони Мартин              |
| 10    | Винченцо Нибали      | Винченцо Нибали           | Петер Саган           | Хоаким Родригес      | Роман Барде           | AG2R La Mondiale        | Тони Мартин              |
| 11    | Тони Галлопен        | Винченцо Нибали           | Петер Саган           | Хоаким Родригес      | Роман Барде           | AG2R La Mondiale        | Николас Рош              |
| 12    | Александер Кристофф  | Винченцо Нибали           | Петер Саган           | Хоаким Родригес      | Роман Барде           | AG2R La Mondiale        | Саймон Кларк             |
| 13    | Винченцо Нибали      | Винченцо Нибали           | Петер Саган           | Винченцо Нибали      | Роман Барде           | AG2R La Mondiale        | Алессандро Де Марки      |
| 14    | Рафал Майка          | Винченцо Нибали           | Петер Саган           | Хоаким Родригес      | Роман Барде           | AG2R La Mondiale        | Алессандро Де Марки      |
| 15    | Александер Кристофф  | Винченцо Нибали           | Петер Саган           | Хоаким Родригес      | Роман Барде           | AG2R La Mondiale        | Мартин Эльмингер         |
| 16    | Майкл Роджерс        | Винченцо Нибали           | Петер Саган           | Рафал Майка          | Тибо Пино             | AG2R La Mondiale        | Сириль Готье             |
| 17    | Рафал Майка          | Винченцо Нибали           | Петер Саган           | Рафал Майка          | Тибо Пино             | AG2R La Mondiale        | Роман Барде              |
| 18    | Винченцо Нибали      | Винченцо Нибали           | Петер Саган           | Рафал Майка          | Тибо Пино             | AG2R La Mondiale        | Микель Ниеве             |
| 19    | Рамунас Навардаускас | Винченцо Нибали           | Петер Саган           | Рафал Майка          | Тибо Пино             | AG2R La Mondiale        | Том-Йелте Слагтер        |
| 20    | Тони Мартин          | Винченцо Нибали           | Петер Саган           | Рафал Майка          | Тибо Пино             | AG2R La Mondiale        | —                        |
| 21    | Марсель Киттель      | Винченцо Нибали           | Петер Саган           | Рафал Майка          | Тибо Пино             | AG2R La Mondiale        | —                        |
| Итого | Итого                | Винченцо Нибали           | Петер Саган           | Рафал Майка          | Тибо Пино             | AG2R La Mondiale        | Алессандро де Марки      |

## Классификации
| Изображения                                        | Изображения                           | Изображения                         | Изображения                                                  |
| -------------------------------------------------- | ------------------------------------- | ----------------------------------- | ------------------------------------------------------------ |
| Yellow jersey                                      | Лидерство в генеральной классификации | Polka dot jersey                    | Лидерство в горной классификации                             |
| Green jersey                                       | Лидерство в очковой классификации     | White jersey                        | Лидерство в генеральной классификации среди молодых гонщиков |
| Jersey with a yellow background on the number bib. | Лидерство в командной классификации   | Лидерство в командной классификации | Лидерство в командной классификации                          |

### Генеральная классификация

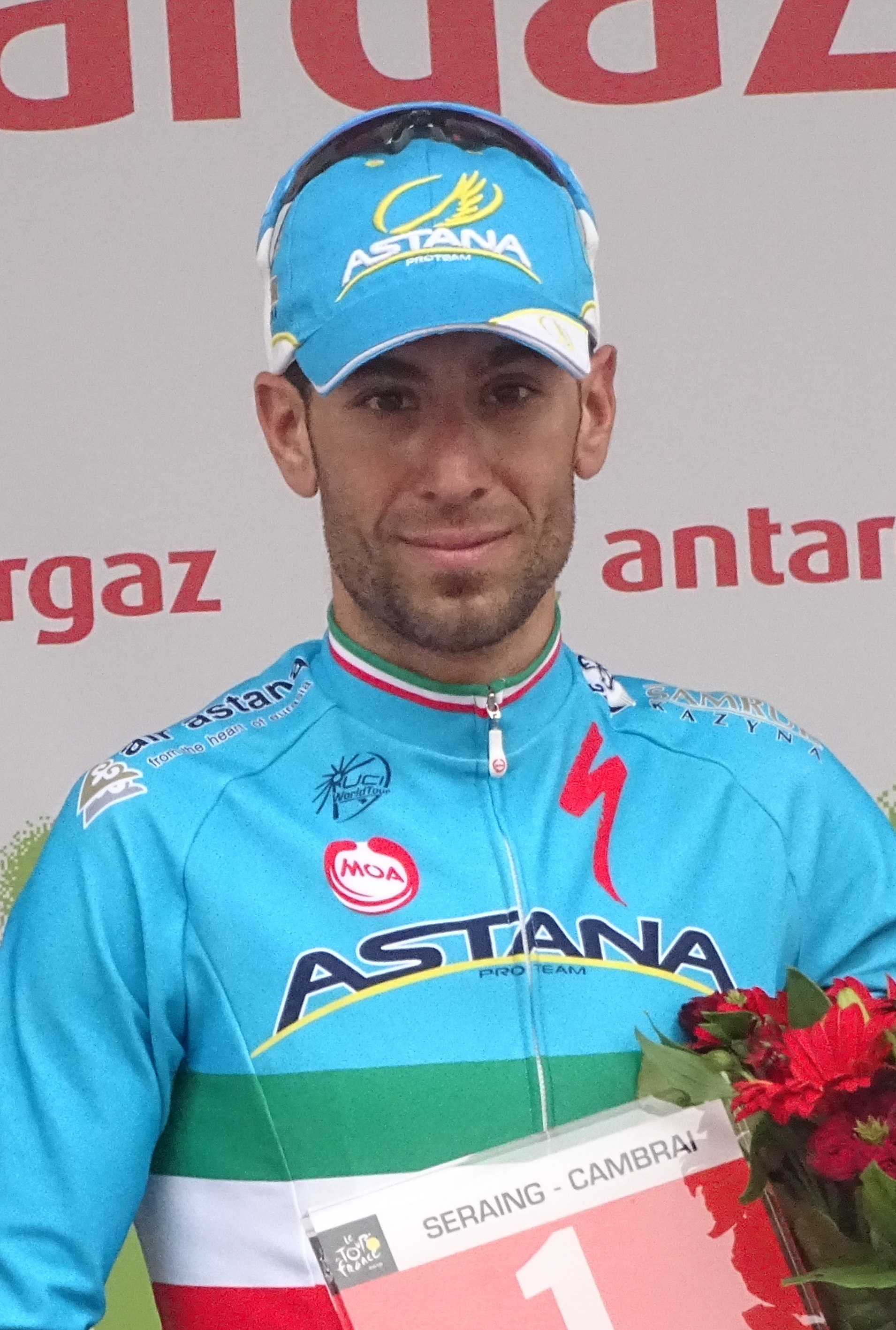
Победитель гонки в генерале Винченцо Нибали (Astana Pro Team)

|    | Гонщик                    | Команда             | Время       |
| -- | ------------------------- | ------------------- | ----------- |
| 1  | Винченцо Нибали (ITA)     | Astana Pro Team     | 89ч 59' 06" |
| 2  | Жан-Кристоф Перо (FRA)    | Ag2r–La Mondiale    | + 7' 37"    |
| 2  | Тибо Пино (FRA)           | FDJ.fr              | + 8' 15"    |
| 4  | Алехандро Вальверде (ESP) | Movistar Team       | + 9' 40"    |
| 5  | ТиДжей Ван Гардерен (USA) | BMC Racing Team     | + 11' 24"   |
| 6  | Ромен Барде (FRA)         | Ag2r–La Mondiale    | + 11' 26"   |
| 7  | Леопольд Кёниг (CZE)      | Team NetApp-Endura  | + 14' 32"   |
| 8  | Аймар Субельдия (ESP)     | Trek Factory Racing | + 17' 57"   |
| 9  | Лоуренс Тен Дам (NED)     | Belkin Pro Cycling  | + 18' 11"   |
| 10 | Бауке Моллема (NED)       | Belkin Pro Cycling  | + 21' 15"   |

### Очковая классификация

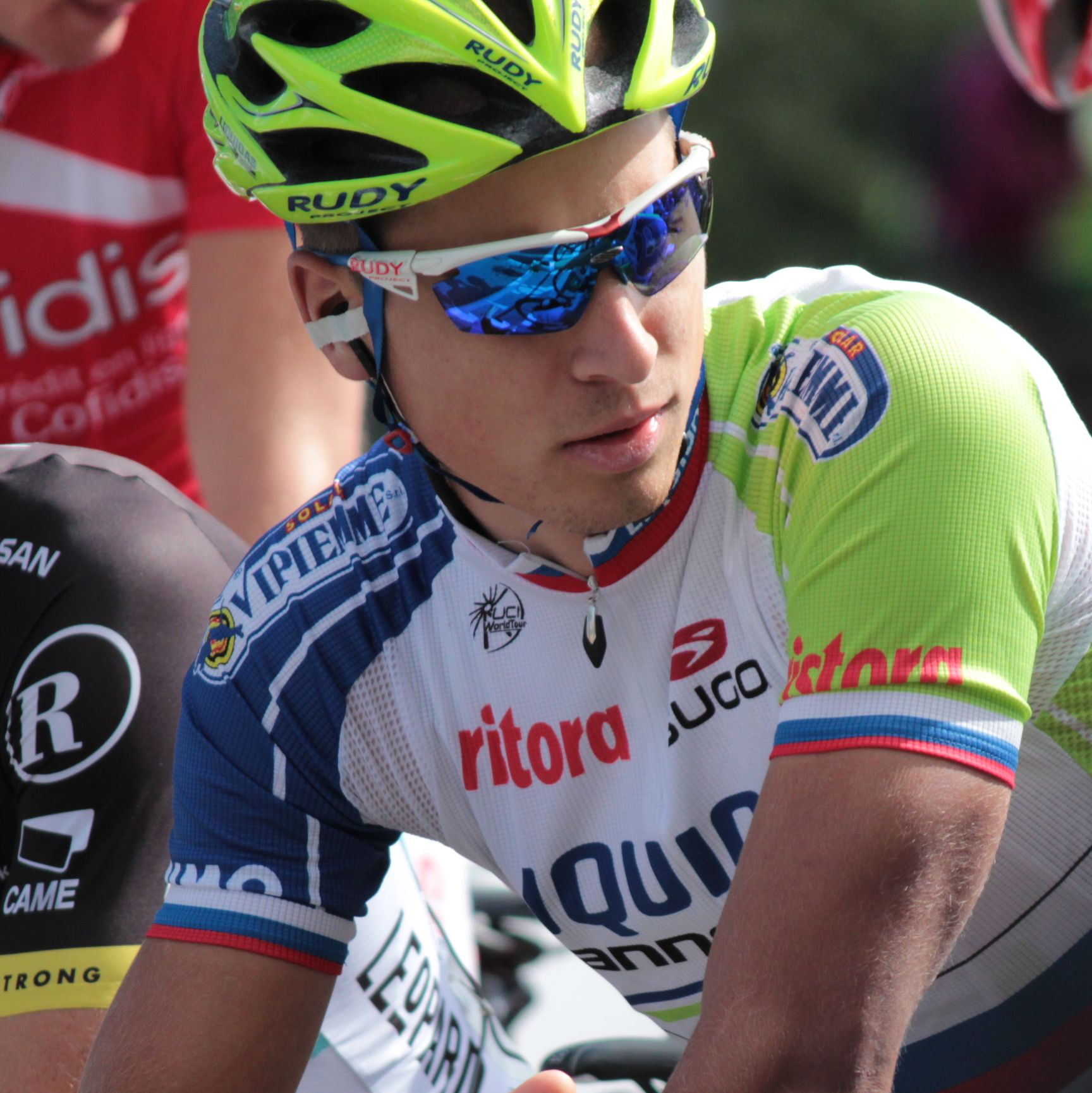
Самый активный гонщик Петер Саган

|    | Гонщик                     | Команда                 | Очки |
| -- | -------------------------- | ----------------------- | ---- |
| 1  | Петер Саган (SVK)          | Cannondale              | 431  |
| 2  | Александр Кристофф (NOR)   | Team Katusha            | 282  |
| 3  | Брайан Кукар (FRA)         | Team Europcar           | 271  |
| 4  | Марсель Киттель (GER)      | Team Giant-Shimano      | 222  |
| 5  | Марк Реншоу (AUS)          | Omega Pharma-Quick Step | 211  |
| 6  | Винченцо Нибали (ITA)      | Astana Pro Team         | 182  |
| 7  | Андре Грайпель (GER)       | Lotto-Belisol           | 169  |
| 8  | Рамунас Навардаускас (LTU) | Garmin-Sharp            | 157  |
| 9  | Грег Ван Авермат (BEL)     | BMC Racing Team         | 153  |
| 10 | Самуэль Дюмулен (FRA)      | Ag2r–La Mondiale        | 117  |

### Горная классификация

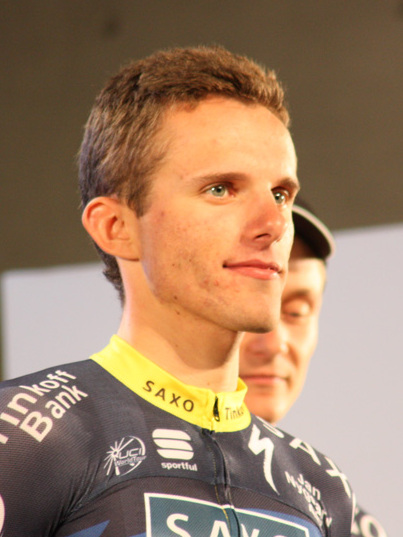
Лучший горняк Рафал Майка

|    | Гонщик                    | Команда          | Очки |
| -- | ------------------------- | ---------------- | ---- |
| 1  | Рафал Майка (POL)         | Tinkoff-Saxo     | 181  |
| 2  | Винченцо Нибали (ITA)     | Pro Team Astana  | 168  |
| 3  | Хоаким Родригес (ESP)     | Team Katusha     | 112  |
| 4  | Тибо Пино (FRA)           | FDJ.fr           | 89   |
| 5  | Жан-Кристоф Перо (FRA)    | Ag2r–La Mondiale | 85   |
| 6  | Алессандро Де Марки (ITA) | Cannondale       | 78   |
| 7  | Томас Фёклер (FRA)        | Team Europcar    | 61   |
| 8  | Джованни Висконти (ESP)   | Movistar Team    | 54   |
| 9  | Алехандро Вальверде (ESP) | Movistar Team    | 48   |
| 10 | ТиДжей Ван Гардерен (USA) | BMC Racing Team  | 48   |

### Классификация среди молодых гонщиков

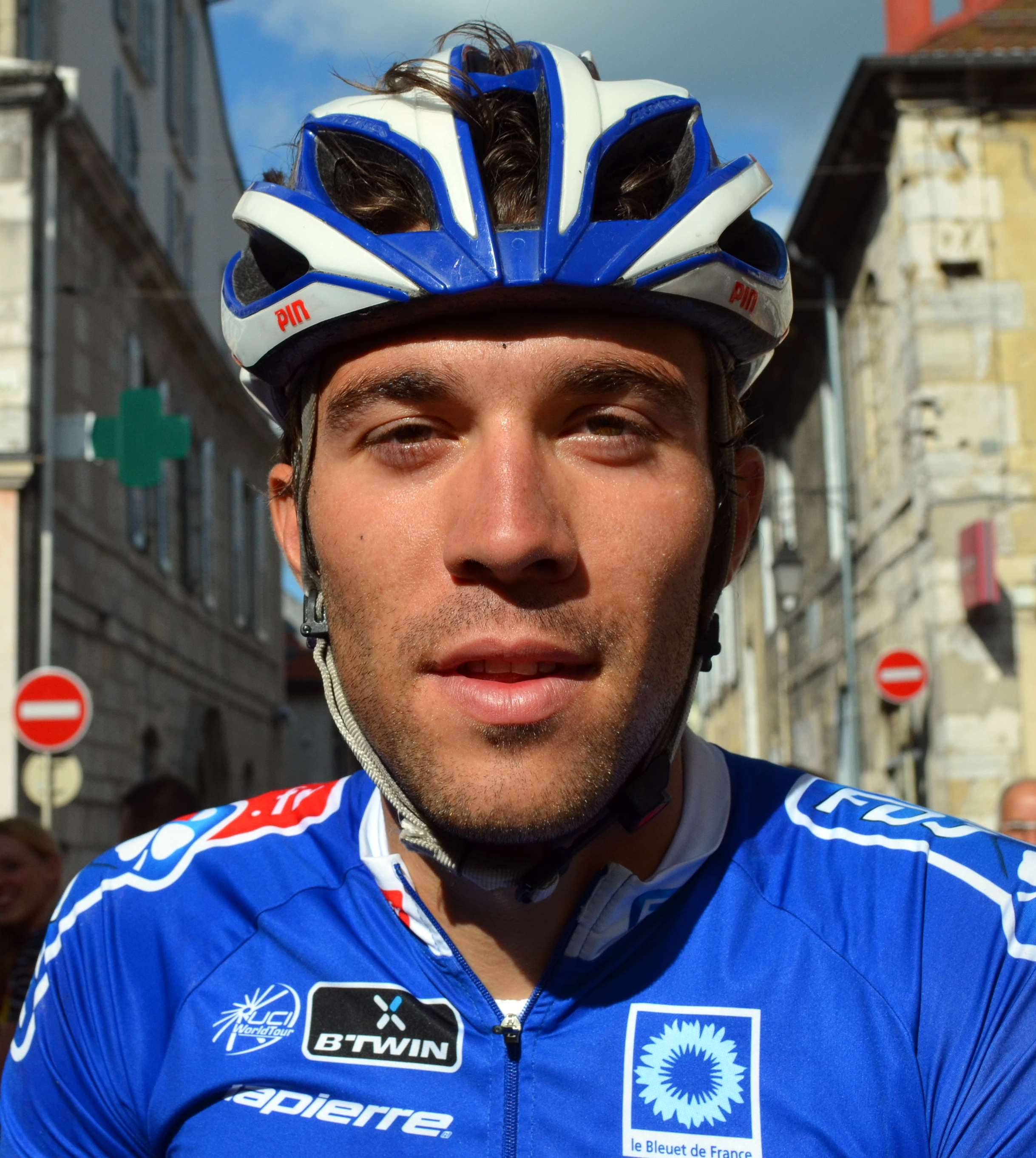
Лучший молодой гонщик Тибо Пино

|    | Гонщик                  | Команда                    | Время        |
| -- | ----------------------- | -------------------------- | ------------ |
| 1  | Тибо Пино (FRA)         | FDJ.fr                     | 85h 36' 43"  |
| 2  | Ромен Барде (FRA)       | Ag2r–La Mondiale           | + 3' 11"     |
| 3  | Михал Квятковский (POL) | Omega Pharma-Quick Step    | + 1ч 13' 40" |
| 4  | Том Дюмулен (NED)       | Team Giant-Shimano         | + 1ч 39' 45" |
| 5  | Ион Исагирре (ESP)      | Movistar Team              | + 1ч 52' 35" |
| 6  | Рафал Майка (POL)       | Tinkoff-Saxo               | + 2ч 09' 38" |
| 7  | Руди Молар (FRA)        | Cofidis, Solutions Crédits | + 2ч 26' 07" |
| 8  | Бенжамин Кинг (USA)     | Garmin-Sharp               | + 2ч 33' 44" |
| 9  | Том-Йелте Слагтер (NED) | Garmin-Sharp               | + 2ч 41' 05" |
| 10 | Петер Саган (SVK)       | Cannondale                 | + 2ч 44' 37" |

### Командная классификация

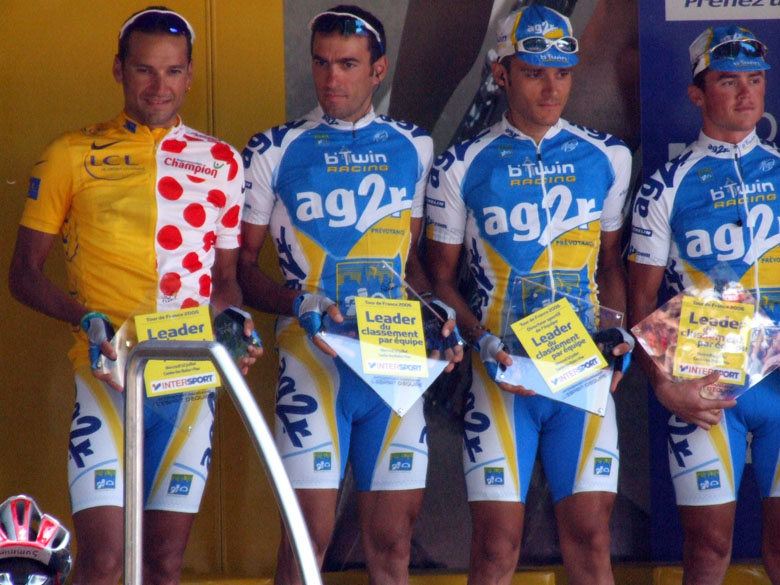
Лучшая команда AG2R La Mondiale

| Поз. | Команда             | Время        |
| ---- | ------------------- | ------------ |
| 1    | Ag2r–La Mondiale    | 270ч 27′ 02″ |
| 2    | Belkin Pro Cycling  | + 34' 46"    |
| 3    | Movistar Team       | + 1ч 06' 10" |
| 4    | BMC Racing Team     | + 1ч 07' 51" |
| 5    | Team Europcar       | + 1ч 34' 57" |
| 6    | Astana Pro Team     | + 1ч 36' 27" |
| 7    | Team Sky            | + 1ч 40' 36" |
| 8    | Trek Factory Racing | + 2ч 06' 00" |
| 9    | FDJ.fr              | + 2ч 30' 37" |
| 10   | Lampre-Merida       | + 2ч 32' 46" |